# Courriers de Seine-et-Oise
Pour les articles homonymes, voir CSO.
Les Courriers de Seine-et-Oise (CSO) assurent le transport régulier de voyageurs. Cette  entreprise, filiale du groupe Transdev, a été fondée en 1946. Elle est basée à Carrières-sous-Poissy dans les Yvelines. Depuis la création des réseaux de bus de Poissy - Les Mureaux et du Mantois en 2021 et des réseaux Centre et Sud Yvelines et Île-de-France Ouest en 2024, la société n'exploite plus aucune ligne régulière.

## Histoire

### Histoire de l'entreprise
Le 3 mars 2011, le groupe Veolia Transport alors filiale de Veolia environnement, qui gérait l'entreprise, fusionne avec Transdev pour donner naissance à « Veolia Transdev » qui devient le no 1 privé mondial dans le secteur des transports.
Deux ans plus tard, en mars 2013, le groupe étant endetté de plusieurs millions d'euros, celui-ci adopte le nom de Transdev à la suite du désengagement de Veolia environnement, détenteur de Veolia Transport.

### Histoire du réseau de bus
Depuis le 1er janvier 2009, l'exploitation des lignes 3, 12, 22, 26, 30, 31, 32, 33, 35, 37 et 39 est transférée à la société Autocars Tourneux, également filiale à l'époque de Veolia Transport.
Le 26 août 2013, la ligne Express 9 voit l'extension de ses amplitudes horaires en semaine ainsi que la création d'un service le samedi. Ainsi, 53 allers-retours sont effectués du lundi au vendredi et 28 le samedi.
Le 6 novembre 2017, le réseau urbain de Poissy est restructuré et renforcé comme suit, :
- la ligne 50 voit son amplitude horaire élargie du lundi au samedi jusqu'à minuit au lieu de 22 h 45 et avec un départ plus tôt à 4 h en semaine au lieu de 5 h. Les fréquences sont renforcées aux heures de pointe avec un bus toutes les dix minutes et toutes les vingt à vingt-cinq minutes aux heures creuses ;
- la ligne 51 voit son itinéraire simplifié avec un tracé plus rapide et direct en reliant le cente hospitalier et la rue de la Marne via le quartier Beauregard ;
- la ligne 52 fusionne avec la ligne 53 en une nouvelle ligne 52 en reliant le quartier de la Bruyère au centre commercial de Chambourcy via le centre hospitalier. Cette ligne possède les mêmes fréquences et amplitudes horaires que la ligne 50.

En date du 1er août 2021, les lignes 1, 2, 6, 9, 10, 11, 14, 16, 20, 21, 24, 25, 28, 50, 51, 52, 54, 55 et 98 intègrent le réseau de bus de Poissy - Les Mureaux, et la ligne 7 le réseau de bus du Mantois, en raison de l'ouverture à la concurrence de ceux-ci.
Le 1er janvier 2024, l'entreprise perd la ligne Express 4 qui rejoint le réseau de bus Île-de-France Ouest et les lignes 1, 2, 23 et 27 rejoignent le réseau de bus Centre et Sud Yvelines.

### Dépôts
CSO dispose d'un dépôt à Noisy-le-Roi où seuls les bus du réseau de la plaine de Versailles (lignes 1, 23 et 27) étaient remisés. 
Keolis Seine et Oise Est, qui a repris le dépôt principal de Carrières-sous-Poissy dans le cadre de la création du réseau de bus de Poissy - Les Mureaux, continue de le partager avec CSO pour le remisage des autocars de la ligne N151 du Noctilien. Par ailleurs, ce dépôt dispose d'un centre de maintenance, d'une pompe à gazole et d'une station de lavage.

## Galerie de photographies

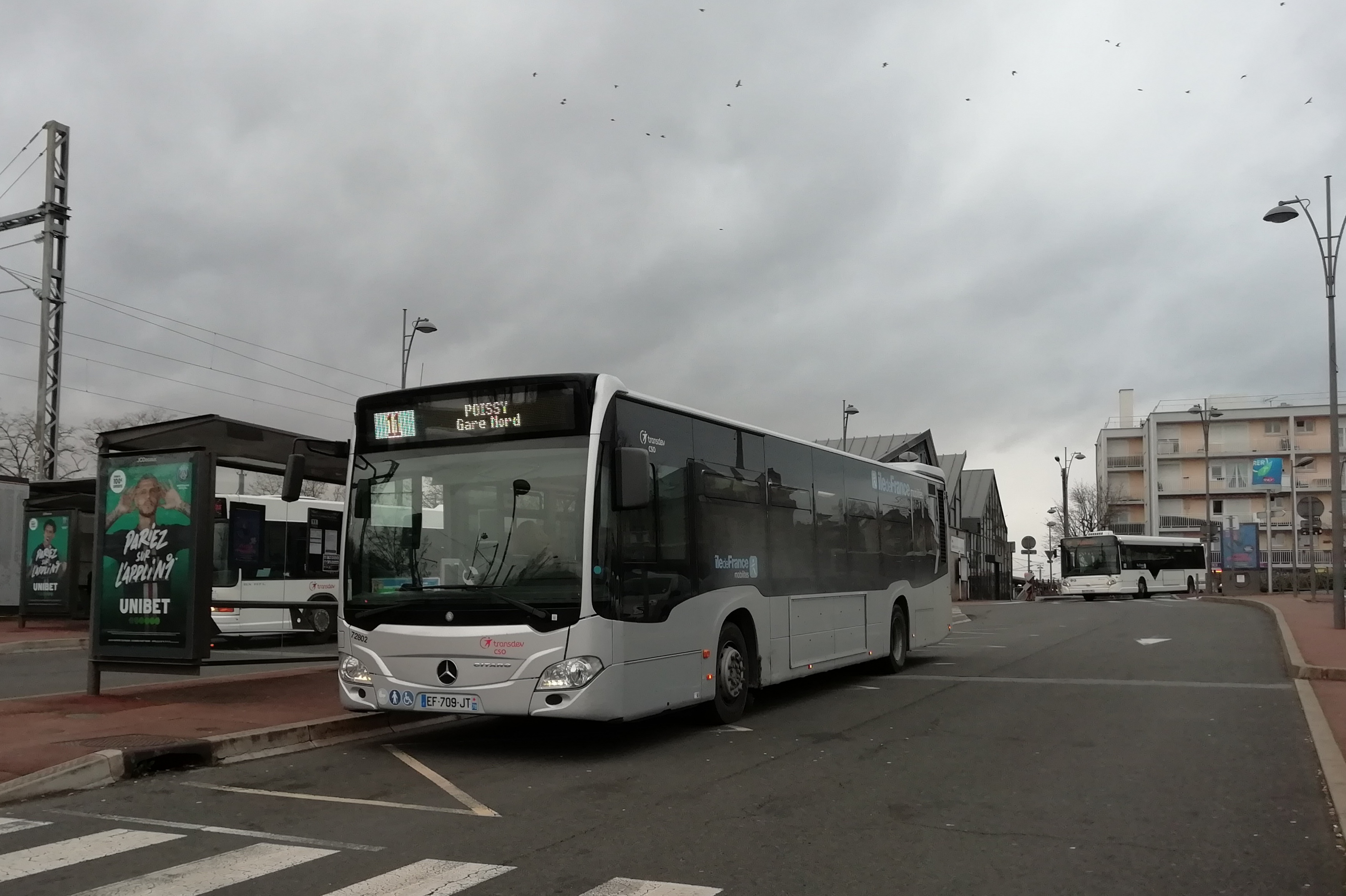
Mercedes-Benz citaro C2 de Transdev CSO n° 72802 en gare de Conflans Fin d'Oise

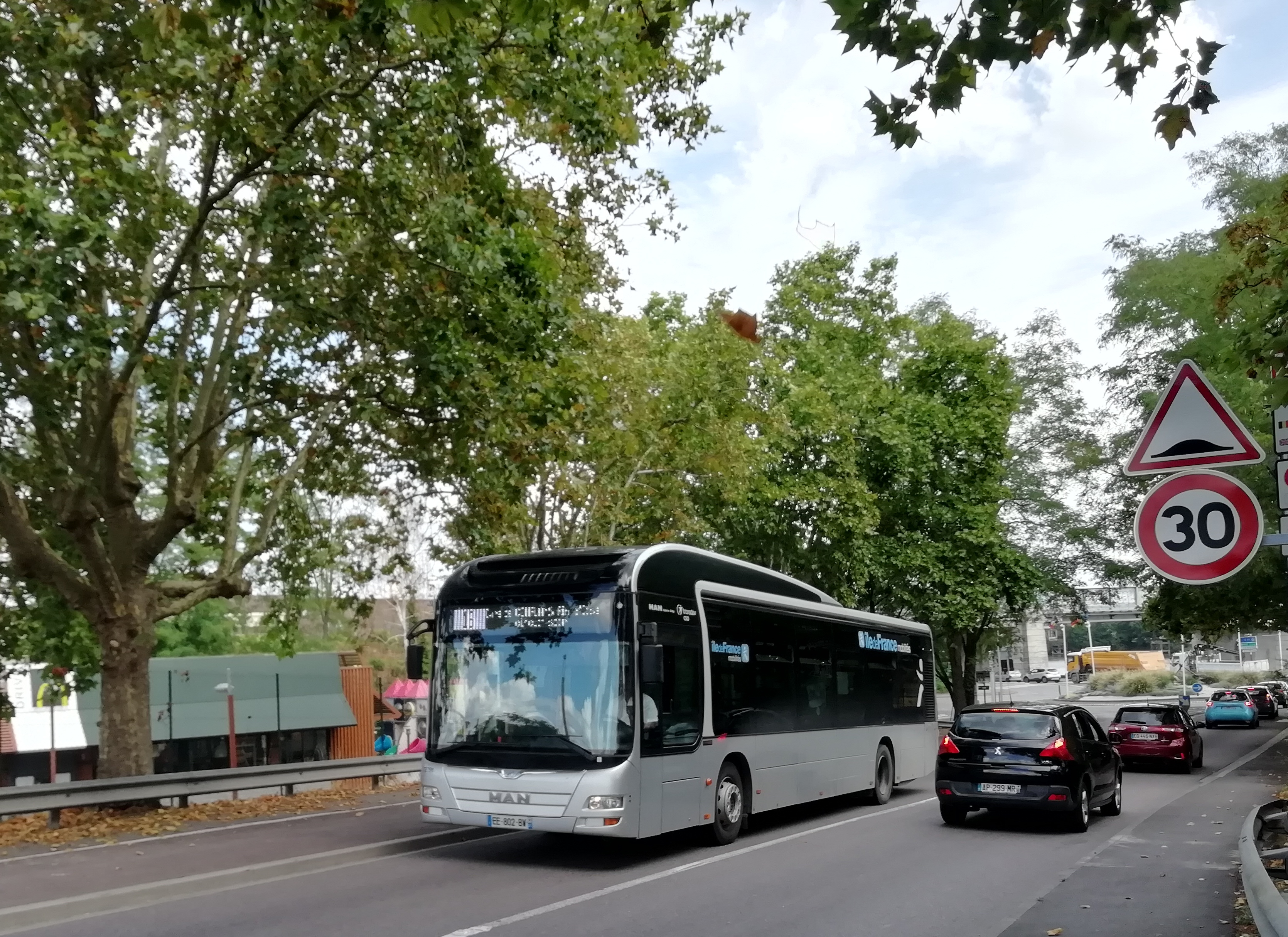
Man Lion's city Hybride n°72791 sur la 16

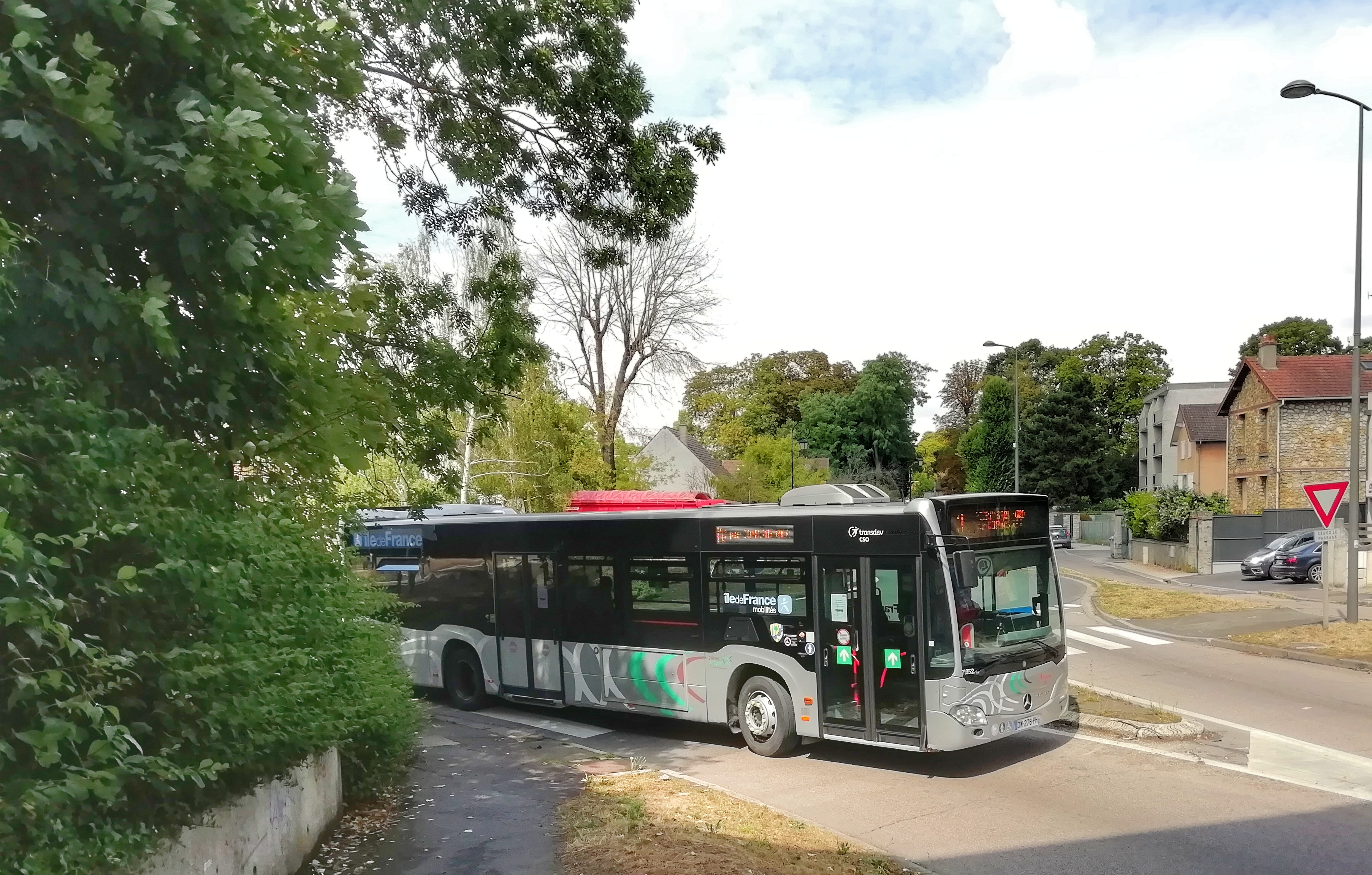
Le Citaro C2 n°71952 sur la 11

## Matériel roulant

### Bus standards
| Marque        | Modèle    | Nombre d'unités | Numéro de parc      | Période de mise en service | Remarque |
| ------------- | --------- | --------------- | ------------------- | -------------------------- | -------- |
| Mercedes-Benz | Citaro LE | 3               | 07905, 07906, 09077 | 12/2007 à 08/2009          | -        |

### Minicars
| Marque     | Modèle     | Nombre d'unités | Numéro de parc | Période de mise en service | Remarque |
| ---------- | ---------- | --------------- | -------------- | -------------------------- | -------- |
| Iveco      | Daily Line | 4               | 26285-26287, ? | 12/2017 à 06/2018          | -        |
| Integralia | In-urban   | 1               | 3211           | 11/2018                    | -        |

### Midibus
| Constructeur | Modèle | Nombre d'unités | Numéros de parc  | Période de mise en service | Remarque |
| ------------ | ------ | --------------- | ---------------- | -------------------------- | -------- |
| Heuliez Bus  | GX 127 | 3               | 9120-9122, 98080 | 07/2007 à 09/2009          | -        |

### Autocars
| Constructeur  | Modèle     | Nombre d'unités | Numéros de parc | Période de mise en service | Remarque                            |
| ------------- | ---------- | --------------- | --- | -------------------------- | ----------------------------------- |
| Irisbus       | Crossway   | 4               | 12033, 12035, 12036, 12038 | 03/2012                    | Série 12000 affectée aux Noctilien. |
| Mercedes-Benz | Intouro    | 20              | 10083, 11532, 11547, 11548, 20466, 20470, 21801, 21803, 22095, 22336, 22384, 23106, 23108, 23109, 23461, 23462, 23911, 23912, 25009, 25422, 36148 | 08/2008 à 12/2018          | -                                   |
| Mercedes-Benz | Integro II | 1               | 08082 | 11/2008                    | Scolaires                           |

## Identité visuelle

Ancien logo des CSO
Logo actuel des CSO